# Логістичний розподіл
Логістичний розподіл — неперервний ймовірнісний розподіл. Логістичний розподіл за формою нагадує нормальний розподіл, проте має більший коефіцієнт ексцесу.

## Визначення розподілу

### Функція щільності розподілу
Функція щільності (pdf) логістичного розподілу визначається за формулою:
{\displaystyle f(x;\mu ,s)={\frac {e^{-(x-\mu )/s}}{s\left(1+e^{-(x-\mu )/s}\right)^{2}}}\!}
{\displaystyle ={\frac {1}{4\,s}}\;\operatorname {sech} ^{2}\!\left({\frac {x-\mu }{2\,s}}\right).}
Альтернативно визначивши підстановку  {\displaystyle \sigma ^{2}=\pi ^{2}\,s^{2}/3} одержується функція щільності:
{\displaystyle g(x;\mu ,\sigma )=f(x;\mu ,\sigma {\sqrt {3}}/\pi )={\frac {\pi }{\sigma \,4{\sqrt {3}}}}\,\operatorname {sech} ^{2}\!\left({\frac {\pi }{2{\sqrt {3}}}}\,{\frac {x-\mu }{\sigma }}\right).}

### Функція розподілу
Функцією розподілу логістичного розподілу є логістична функція:
{\displaystyle F(x;\mu ,s)={\frac {1}{1+e^{-(x-\mu )/s}}}\!}
{\displaystyle ={\frac {1}{2}}+{\frac {1}{2}}\;\operatorname {tanh} \!\left({\frac {x-\mu }{2\,s}}\right).}

## Моменти розподілу

### Математичне сподівання
{\displaystyle E[X]=\int _{-\infty }^{\infty }{\frac {xe^{-(x-\mu )/s}}{s\left(1+e^{-(x-\mu )/s}\right)^{2}}}\!dx=\int _{-\infty }^{\infty }{\frac {x}{4\,s}}\;\operatorname {sech} ^{2}\!\left({\frac {x-\mu }{2\,s}}\right)dx}
Підставимо: {\displaystyle u={\frac {(x-\mu )}{2s}},du={\frac {1}{2s}}dx}
{\displaystyle E[X]=\int _{-\infty }^{\infty }{\frac {2\,s\,u+\mu }{2}}\;\operatorname {sech} ^{2}\!\left(u\right)du}
{\displaystyle E[X]=s\int _{-\infty }^{\infty }u\;\operatorname {sech} ^{2}\!\left(u\right)du+{\frac {\mu }{2}}\int _{-\infty }^{\infty }\;\operatorname {sech} ^{2}\!\left(u\right)du}
Справедлива рівність: {\displaystyle \int _{-\infty }^{\infty }u\;\operatorname {sech} ^{2}\!\left(u\right)du=0}
{\displaystyle E[X]={\frac {\mu }{2}}\int _{-\infty }^{\infty }\;\operatorname {sech} ^{2}\!\left(u\right)du={\frac {\mu }{2}}\,2=\mu }

### Моменти вищих порядків
Центральний момент n-го порядку може бути обчислений:
{\displaystyle {\begin{aligned}\operatorname {E} [(X-\mu )^{n}]&=\int _{-\infty }^{\infty }(x-\mu )^{n}dF(x)=\int _{0}^{1}{\big (}F^{-1}(p)-\mu {\big )}^{n}dp\\&=s^{n}\int _{0}^{1}{\Big [}\ln \!{\Big (}{\frac {p}{1-p}}{\Big )}{\Big ]}^{n}\,dp.\end{aligned}}}
Інтеграл може бути виражений через числа Бернуллі:
{\displaystyle \operatorname {E} [(X-\mu )^{n}]=s^{n}\pi ^{n}(2^{n}-2)\cdot |B_{n}|.}